# Hydrotaea kanoi
Hydrotaea kanoi är en tvåvingeart som beskrevs av Shinonaga och Hiromu Kurahashi 2002. Hydrotaea kanoi ingår i släktet Hydrotaea och familjen husflugor. Inga underarter finns listade i Catalogue of Life.